# Cantalejo
Cantalejo település Spanyolországban, Segovia tartományban. Cantalejo Fuentidueña, Fuenterrebollo, Sebúlcor, Sepúlveda, San Pedro de Gaíllos, Rebollo, Puebla de Pedraza, Cabezuela és Lastras de Cuéllar községekkel határos. Lakosainak száma 3558 fő (2024).

## Népesség
A település népessége az elmúlt években az alábbi módon változott:
| Lakosok száma | 3476 | 3622 | 3764 | 3997 | 4007 | 3782 | 3579 | 3523 | 3461 | 3558 |
|               | 2001 | 2004 | 2007 | 2009 | 2012 | 2014 | 2017 | 2019 | 2022 | 2024 |